# Sidorejo (Purworejo)
Sidorejo is een bestuurslaag in het regentschap Purworejo van de provincie Midden-Java, Indonesië. Sidorejo telt 1503 inwoners (volkstelling 2010).